# Neophaenis psittacea
Neophaenis psittacea är en fjärilsart som beskrevs av William Schaus 1898. Neophaenis psittacea ingår i släktet Neophaenis och familjen nattflyn. Inga underarter finns listade i Catalogue of Life.